# Paul-Leon-Cornelius Montaigne
Paul-Leon-Cornelius Montaigne CM (chiń. 滿德胎; ur. 29 sierpnia 1883 w Terdeghem, zm. 9 stycznia 1962 w Paryżu) – francuski duchowny rzymskokatolicki, misjonarz, wikariusz apostolski Baodingu i Pekinu.

## Biografia
25 maja 1907 otrzymał święcenia prezbiteriatu i został kapłanem Zgromadzenia Księży Misjonarzy.
25 listopada 1924 papież Pius XI mianował go wikariuszem apostolskim Baodingu oraz 18 grudnia 1924 biskupem tytularnym sidymskim. 19 kwietnia 1925 w Baodingu przyjął sakrę biskupią z rąk delegata apostolskiego w Chinach abpa Celso Costantiniego. Współkonsekratorami byli koadiutor wikariusza apostolskiego Pekinu Joseph-Sylvain-Marius Fabrègues CM oraz wikariusz apostolski Tiencinu Jean de Vienne de Hautefeuille CM.
25 stycznia 1930 ten sam papież mianował go koadiutorem wikariusza apostolskiego Pekinu. 27 stycznia 1933, po śmierci bpa Stanislasa Jarlina, został wikariuszem apostolskim Pekinu. Zrezygnował z katedry 11 kwietnia 1946 - w dniu, w którym wchodziła w życie reforma reorganizująca podział administracyjny Kościoła w Chinach i w którym wikariat apostolski Pekinu został archidiecezją. Bp Montaigne zrezygnował, aby arcybiskupem pekińskim mógł zostać Chińczyk.
Później powrócił do Francji, gdzie 9 stycznia 1962 zmarł.